# Kert
Kert o Quert fue uno de los cinco territorios en que se dividió el Protectorado Español de Marruecos en 1935 y perduró hasta la independencia de Marruecos en 1956. Antes de la reorganización territorial del protectorado en 1943 se llamó región Oriental.
Tomaba su nombre del río Kert y se extendía por la zona de ese río hasta el río Muluya (frontera con el protectorado francés), es decir la parte este del protectorado, al este del territorio del Rif. Su capital era Nador (o Villa Nador), al sur de Melilla. En él se encontraban las minas de hierro del Rif.
Estaba dividido en dos Cadidatos con en las siguientes cabilas:

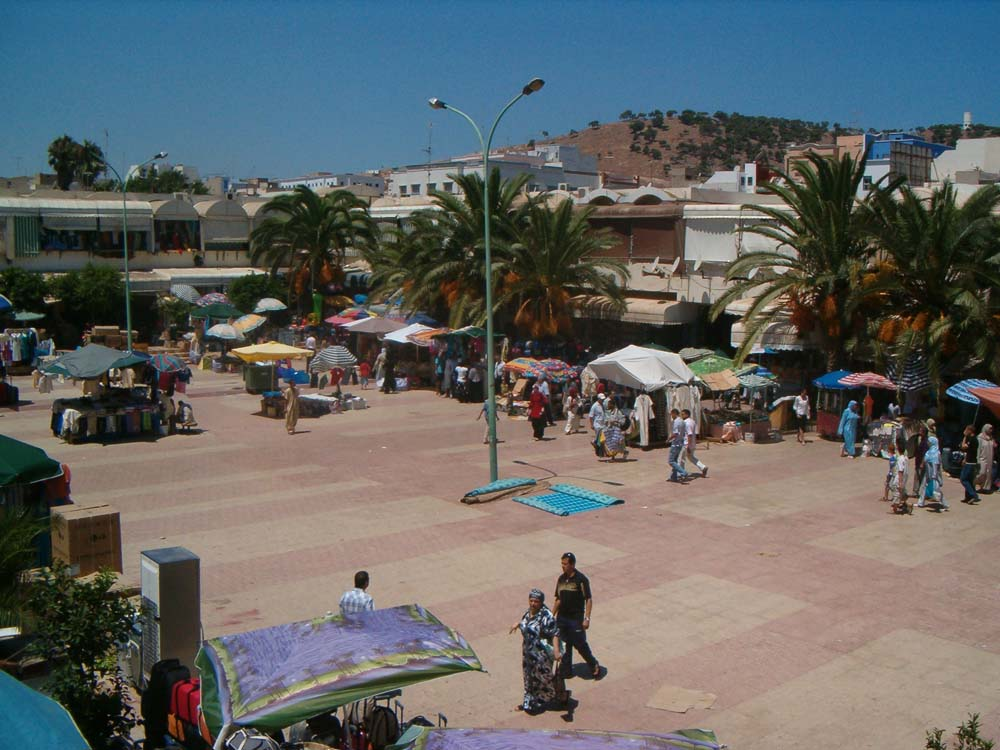
Plaza con mercado, en el centro de Nador.

- Cadidato de Tafersit:
  - Tensamán
  - Beni Touzin
  - Tafersit
  - Beni Ulichec
  - Beni Said
  - Metalsa
- Cadidato de Villa Nador:

- - Beni Buiahi
  - Beni Sidel
  - Beni Bugafar
  - Beni Buifrur
  - Ulad Settut
  - Quebdana
  - Mazuza
  - Beni Chicar